# فرد بيرس
فرد بيرس (بالإنجليزية: Fred Pearce)‏ هو كاتب وصحفي بريطاني، ولد في 30 ديسمبر 1951 في المملكة المتحدة.